# 長野県災害拠点病院
長野県災害拠点病院（ながのけんさいがいきょてんびょういん）は、長野県にある災害時の救急医療の拠点となる災害拠点病院。

## 概要
県内や近県で災害が発生し、通常の医療体制では被災者に対する適切な医療を確保することが困難な状況となった場合に、長野県知事の要請により傷病者の受け入れや医療救護班の派遣等を行う。

## 拠点病院の条件
- 建物が耐震耐火構造であること。
- 資器材等の備蓄があること。
- 応急収容するために転用できる場所があること。
- 応急用資器材、自家発電機、応急テント等により自己完結できること。（外部からの補給が滞っても簡単には病院機能を喪失しないこと）
- 近接地にヘリポートが確保できること。

## 病院一覧
| 病院名                                       | 住所                         | DMAT | 救命    | 2次医療圏 |
| -------------------------------------------- | ---------------------------- | ---- | ------- | --------- |
| JA長野厚生連佐久総合病院佐久医療センター     | 佐久市中込3400番地28         | ○    | ○/DH    | 佐久      |
| 信州大学医学部附属病院                       | 松本市旭三丁目1番1号         | ○    | 高度/DH | 松本      |
| 相澤病院                                     | 松本市本庄二丁目5番1号       | ○    | ○       | 松本      |
| 伊那中央病院                                 | 伊那市小四郎久保1313番地1    | ○    | ×       | 上伊那    |
| 国立病院機構信州上田医療センター             | 上田市緑が丘一丁目27番21号   | ○    | ×       | 上小      |
| 諏訪赤十字病院                               | 諏訪市湖岸通り五丁目11番50号 | ○    | ○       | 諏訪      |
| 市立大町総合病院                             | 大町市大町3130番地           | ○    | ×       | 大北      |
| 長野赤十字病院（基幹）                       | 長野市若里五丁目22番1号      | ○    | ○       | 長野      |
| JA長野厚生連南長野医療センター篠ノ井総合病院 | 長野市篠ノ井会666-1          | ○    | ○       | 長野      |
| 長野市民病院                                 | 長野市大字富竹1333番地1      | ○    | ○       | 長野      |
| 飯田市立病院                                 | 飯田市八幡町438番地          | ○    | ○       | 飯伊      |
| JA長野厚生連北信総合病院                     | 中野市西一丁目5番63号        | ○    | ×       | 北信      |
| 長野県立木曽病院                             | 木曽郡木曽町福島6613番地4    | ○    | ×       | 木曽      |